# محمد منیر
محمد منیر (عربی: محمد منیر؛ زادهٔ ۱۰ اکتبر ۱۹۵۴) خواننده و هنرپیشه اهل کشور مصر است. وی که از سال ۱۹۷۷ میلادی تاکنون مشغول فعالیت بوده‌است، بیش از سه دهه در زمینهٔ موسیقی تجربه دارد.